# Louis-Pierre Montbrun
Il conte Louis Pierre Montbrun (Florensac, 1º marzo 1770 – Borodino, 7 settembre 1812) è stato un generale francese della cavalleria, attivo nel periodo delle guerre della rivoluzione francese, del Consolato e dell'Impero.

## Biografia
Nel 1800 fu messo al comando del proprio reggimento, avendovi servito fin da quando era soldato semplice.
Durante la battaglia di Austerlitz del 2 dicembre 1805 fu promosso a generale di brigata. Si distinse in Germania e Polonia come ardito comandante di cavalleria, e nel 1808 fu mandato in Spagna. Qui avvenne un incidente che influì negativamente sulla sua carriera. Si trovò obbligato ad allungare senza permesso il proprio congedo temporaneo per poter difendere la donna che in seguito diventò sua moglie. Napoleone Bonaparte era furioso, e lo privò di qualsiasi comando. Montbrun era ancora in attesa della definitiva decisione del suo superiore, quando si manifestò un'occasione per recuperare la propria reputazione.
Vi sono alcuni dubbi su come si svolse esattamente la carica di cavalleria della battaglia di Somosierra, ma l'apporto di Montbrun fu più che evidente. Poco dopo fu promosso generale di divisione, e nel 1809 la sua divisione di cavalleria leggera svolse un ruolo importante nelle vittorie di Eckmühl e Raab. Fu impiegato nella guerra d'indipendenza spagnola nel periodo 1810–1811. Comandò la cavalleria di riserva del maresciallo Andrea Massena nelle battaglie di Buçaco e Fuentes de Onoro.
Venne ucciso mentre comandava la cavalleria nella battaglia di Borodino (7 settembre 1812). Montbrun era considerato, tra tutti i generali comandanti di cavalleria del primo Impero francese, secondo solo a Kellermann. Passato da parte a parte da una palla di cannone, sussurrò "colpo eccellente!" prima di perdere coscienza.